# لفظ محيا
اللفظ المُحيَا (اسم مفعول من أَحْيَا يُحْيِي وهوَ نادِر) هو اللفظ الذي تُرِك استِعمالُه في طورٍ من أطوارِ اللُّغةِ ثمَّ أُعيدَ إلى مفرداتِ اللغة بنفس المعنى أو بمعنى مغاير.

## أمثلة

### عربية
- جريدة (الشدياق) | مجلة (اليازجي).[1]
- إتاوة | غوث | زلخة | وشيعة.[2]

### إنجليزية
(revived words): astound | doom | filch | flout | freak | askew | squall | don | belt | glance | endear | disrobe | wakeful | wary.

#### ألفاظبريطانيةمحياة فيالأمريكية
chore | frame-up | homespun | I guess | maybe | mayhem | ragamuffin.

### عبرية
(מלים מתנערות):

כנסת.

## وصلات خارجية
- إحياء فصيح اللغة
- لغات بدون معادل کردی - دانشگاه کردستان

- Knud Sørensen. On revived words in the OED Supplement في كتب جوجل